# Теодор Андреј
Теодор Андреј (Букурешт, 9. октобар 2004) је румунски певач. Представљаће Румунију на Песми Евровизије 2023. са песмом D.G.T. (Off and On).

## Биографија
Андреј је постао познат учешћем на Vocea României Junior, румунској верзији такмичења , где је стигао до полуфинала. Године 2020. је учествовао на румунској верзији такмичења , где је испао у фази тренинга. Његов дебитантски албум, Fragil, је објављен 2022. године.
У децембру 2022, Андреј се нашао међу 12 такмичара који су изабрани за Selecția Națională 2023, румунско национално финале за Песму Евровизије 2023. Његова песма за избор, D.G.T. (Off and On), је већ била објављена као део његовог албума Fragil у сарадњи са Луком Удаћеаном. За избор, објавио је соло верзију од 3 минута. Дана 11. фебруара 2023, наступио је у националном финалу, где га је телегласање прогласило за победника, те ће он представљати Румунију на Песми Евровизије 2023. у Ливерпулу.

## Дискографија

### Албуми
| Наслов | Детаљи                       |
| ------ | ---------------------------- |
|        | - Објављен: 2022. - Издавач: |

### Синглови
- 2017 –
- 2018 –
- 2019 –
- 2019 –
- 2020 –
- 2020 – Nu mai vreau sentimente (са Оаном Велом)
- 2020 –
- 2020 –
- 2021 –
- 2021 –
- 2021 –
- 2022 –  (са Валентином)
- 2022 –  (са Штрудом)
- 2022 –